# Tirapata (distrito)
Tirapata é um distrito do Peru, departamento de Puno, localizada na província de Azángaro.

## Transporte
O distrito de Tirapata é servido pela seguinte rodovia:
- PU-102, que liga a cidade de Ayaviri  ao distrito
- PE-3SH, que liga o distrito de Asillo à cidade de Pucará [1][2][3]